# 別当
別当（べっとう）は、本来、律令制において本官を持つ者が他の官司の職務全体を統括・監督する地位に就いた時に補任される地位。後に官司の長官一般を指すようになり、このことから転じて、以下のような複数の意味を持つ。

## 官司

### 令外官
律令制度の下で、令外官として設置された検非違使庁や蔵人所などの責任者。機関の統括責任者ではあるが、所内部の実務については直接関与しなかった（例えば、検非違使別当の場合、検非違使庁そのものは統括するが検非違使ではなく、同様に蔵人所別当も蔵人所を統括するが実務の責任者は蔵人頭であり蔵人としての職務は行わなかった）。対外的な責任者であるとともに、天皇・太政官との連絡にあたった。後には一部の寮・司にも別当が設置された。
代表的なものを挙げていくと、蔵人所別当は通常一上（多くは左大臣）が任命され、蔵人頭以下の補任及び天皇家の家政機関的な「所」の人事に関与した。検非違使別当は衛門督または兵衛督を兼ねる中納言・参議が任じられ、その命令である別当宣は内外に対して勅に匹敵する法的効果を有した。太政官厨家別当は少納言・弁官・外記・史からそれぞれ1名ずつが任じられ、毎年2月から1年交替で諸国から太政官に納められる公田収入を管理した。
また、奈良時代の造寺司の設置された写経所・造仏所などの長として別当が置かれ、判官・主典級の官人が補任された。

### 地方官司
大宰府のあった筑前国では、大宰府が同国の統治を行った時期があり国司が別途設置されたり、廃止されたりの繰り返しであったが、大同3年（808年）に大宰府の官人から1名を太政官符によって筑前国別当に任じて国司の職務を行わせたが、翌年には別当に代わって筑前国司の常設が開始されている。
また、畿内においても5ヶ国を統括する公卿兼任の別当が設置される場合があり、寛平7年（895年）に寛平の治の一環として源能有が任ぜられた五畿内諸国別当は著名である。
また、各地に設置された勅旨牧の現地責任者として牧監がかれていたが、武蔵国のみは別当と称している。
10世紀に入ると、遥任している在京国司が自己の家司を現地に派遣して在庁官人を指揮させることが行われるようになるが、その家司を目代・別当と称した。

### 家政機関
平安時代以降の院、女院、親王家、摂関家以下の公卿の家政を担当する院司・家司の上首（長官）のこと、後にそれらの家に設置された政所 、侍所などの家政機関の長に対しても用いられた。
院司や家司は本来、別の官職を持つ貴族・官人であったが、設置者との私的なつながりによって任命された。延暦23年（804年）に無品親王家に別当設置が認められ、嵯峨天皇の譲位後に自己の後院である冷然院に別当を配置した（南淵永河・安倍安仁、院司の始まり）。10世紀には諸院・諸家が政所以下の家政機関を持つようになった。『西宮記』には院司の別当には公卿及び天皇在位時の蔵人頭が任じられる慣例になっていたことが記されている。平安時代初期の院司は1・2名であったが、院政期には数十名、江戸時代でも10名前後の院司別当が設置され、別当の中でも筆頭格の執事・執権や実務の中心となる年預、また院庁支配下の諸所別当などが置かれ、また身分によって「公卿別当」「四位別当」などの格付けが定められた。また、摂関家でも政所のみならず、摂関（藤氏長者）が統括する御厨や勧学院を始めとした大学別曹にも別当が設置された。親王家の場合には特に天皇によって任じられた勅別当が置かれる場合があった。
なお、鎌倉幕府の行政機関である政所、侍所などの長官を「別当」と称するのも、それらの機関が初代将軍源頼朝の家政機関が転じて鎌倉幕府の行政機関になったことに由来している。

## 民間

### 寺
東大寺、興福寺、四天王寺などの諸大寺で、寺務を統括する長官に相当する僧職。ただし、寺院によっては「別当」以外の役職名を用いているものもあった。延暦寺の「座主」、東寺の「長者」などはその典型である。また、公卿など僧侶ではない者が別当に就任した場合には「俗別当（）」と呼ぶ。
仏教に関する公的機関である僧綱の一員としての資格を持つ者が有力な官寺の長を兼ねた場合には某寺別当と称せられ、その寺の三綱（上座・寺主・都維那）などを統轄指揮して仏法の振興・伽藍などの施設の修繕など寺院の経営などにあたった。別当は任期4年とされ、任期満了時その他欠員発生の際には、寺内の五師や大衆によって推挙された候補者が僧綱・講読師による審査を受けた後に太政官が任命したが、特定氏族とのつながりが深い寺院（藤原氏の興福寺など）では、当該氏族による簡定・推挙によって候補者が選ばれた。また、貞観12年（870年）以後は、退任時に地方の国司と同様に解由の手続の適用を受けた。平安時代中期には有力な院家（東大寺なら東南院・尊勝院など、興福寺なら一乗院・大乗院など）の主である門跡から別当に選ばれるようになった。また、別当（正別当・大別当）の下に僧侶の統率について補佐する小別当や、修繕などについて補佐する権別当なども設置され、度牒や試度などに関する庶務や朝廷など外部との交渉にあたる俗別当も設けられるようになった。
最初に別当が置かれたのは東大寺であるとされ、『東大寺要録』では天平勝宝4年（752年）に良弁が東大寺の別当に任じられたのが初任とされている。神護景雲元年（767年）には、実忠が別当として頭塔の造営を命じている。天平勝宝9歳（757年）に慈訓が興福寺の初代別当に任じられている。別の説では、東大寺で最初に別当の存在が確認されるのは延暦23年（804年）のことで、興福寺などの別当設置もそれ以後のことと考えられている。以後、都などの大寺院や定額寺、地方の著名な寺院などに設置され、造寺司の機能の一部を吸収した。また、神仏習合の進展とともに神宮寺が設置されるとその寺務を司るものも別当と称し、検校に次ぐ地位を持った。熊野別当・箱根別当、鶴岡八幡宮の若宮別当（後に雪下殿と称する）はその典型である。更に別当が居住した神宮寺の一部を別当寺とも称し、それを指す場合もあった。

### 厩舎
かつての厩務員の呼称、かつての御厨に由来する。

### 当道座
当道座における盲人の官位の2位。検校に次ぐ。